# Aeropuerto de Kapalua
El Aeropuerto de Kapalua (IATA: JHM, OACI: PHJH), también conocido como el Aeropuerto de Kapalua–West Maui, es un aeropuerto ubicado a 9 km (6 mi) de Lahaina, Condado de Maui, Hawái, Estados Unidos. Mokulele Airlines es la única aerolínea que sirve al aeropuerto.

## Historia
El aeropuerto fue construido por Hawaiian Airlines y fue abierto el 1 de marzo de 1987. El código del aeropuerto, JHM, se debe a John H. Magoon, el presidente de la aerolínea en el momento. En 1993 el Estado de Hawái adquirió el aeropuerto.

## Instalaciones
El aeropuerto de Kapalua tiene una pista, 02/20, que es 914 m (3,000 pies) de longitud. Hay una terminal de pasajeros pero no hay una terminal de carga aérea.

## Aerolíneas y destinos
| Aerolíneas        | Destinos              |
| ----------------- | --------------------- |
| Mokulele Airlines | Honolulu, Kailua-Kona |